# رضوان زيادة
رضوان زيادة (1977) هو أكاديمي سوري والمدير التنفيذي للمركز السوري للدراسات السياسية والاستراتيجية بواشنطن وباحث زائر في في مركز كار لحقوق الإنسان في جامعة هارفارد وزميل زائر في المعهد الملكي للشؤون الدولية في لندن، بالإضافة لكونه معارضا سياسيا وعضوا بالمجلس الوطني السوري.

## الجوائز
- جائزة الحرية الأكاديمية من مؤسسة دراسات الشرق الأوسط.

## روابط خارجية
- د. رضوان زيادة من موقع المركز السوري للدراسات السياسية والاستراتيجية.